# Geodezie
Geodezia este o ramură a matematicii aplicate și a științelor pământului care stabilește prin observații și măsurători poziția exactă a punctelor, figurilor și ariilor unor porțiuni mari din suprafața terestră, identifică forma și dimensiunile Pământului și variațiile gravitației terestre în spațiul tridimensional și în timp. Numele vine din greaca veche: γεωδαισία (geôdaisía) și este un cuvânt compus din γῆ (gễ) care înseamnă pământ și δαίω (daíô) care înseamnă a împărți, a diviza.

## Definiție

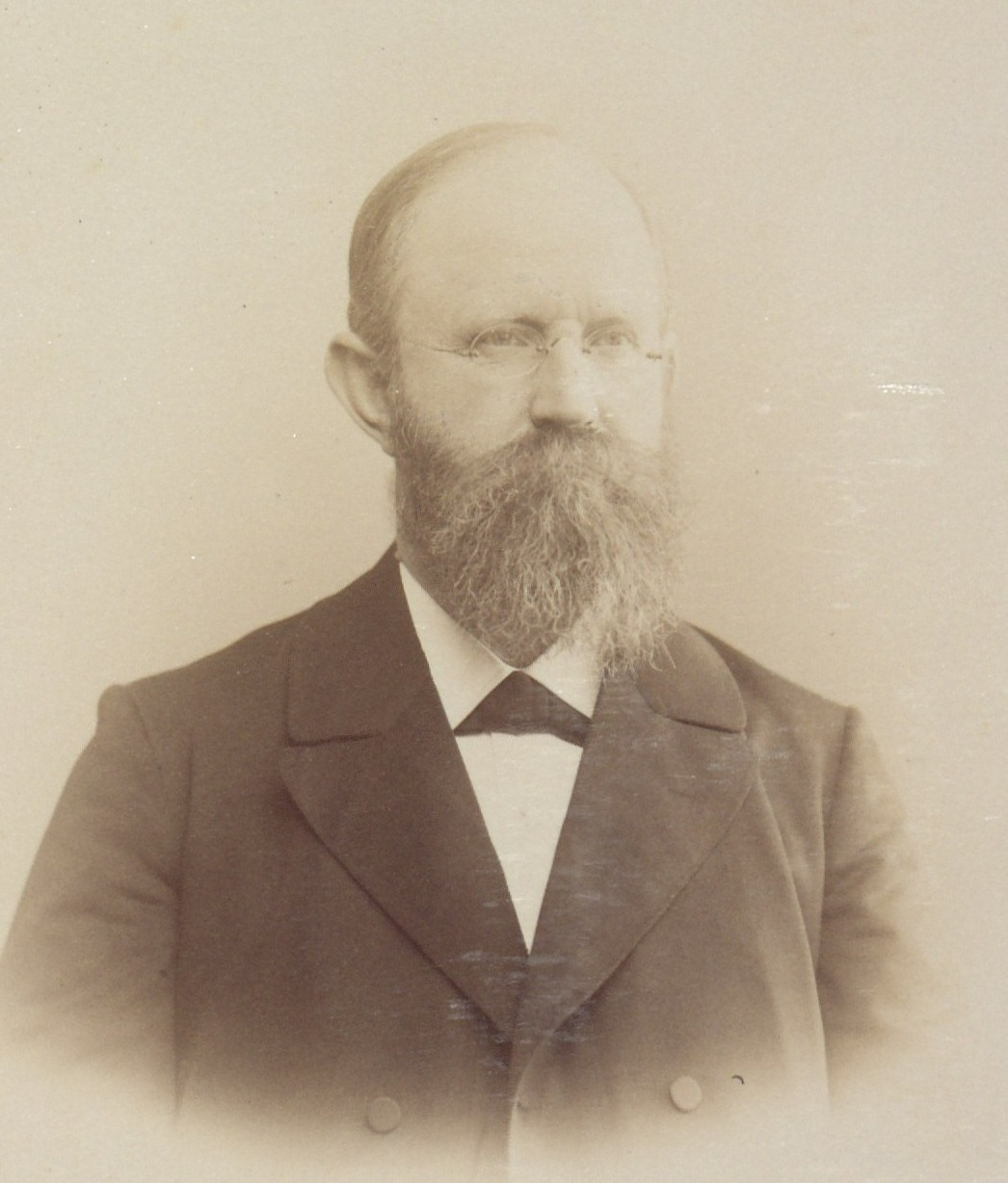
Friedrich Robert Helmert (1843–1917)

Omul a fost preocupat tot timpul să înțeleagă fenomenele naturale. Majoritatea acestor fenomene erau analizate în legătură directă cu forma și dimensiunile Pământului. Secole de-a rândul, singura modalitate de a studia geometria Pământului a constat în observarea Soarelui, Lunii, planetelor și stelelor, adică prin metode astronomice. Acest lucru face ca geodezia și astronomia să fie unele dintre cele mai vechi științe și cele mai vechi geoștiințe.
Geodezia a fost definită în anul 1880 de către geodezul german Friedrich Robert Helmert (1843- 1917) ca fiind „știința măsurării și reprezentării suprafeței Pământului”. Definiția dată geodeziei de Helmert merită toată atenția nu numai pentru vechimea sa cât mai ales pentru calitățile sale de generalizare și de exprimare simplă dar edificatoare a obiectului de studiu al geodeziei.
Până în urmă cu câteva decenii, se considera că geodezia ocupă spațiul delimitat de prima definiție dată de Helmert geodeziei. Apoi, cei implicați în acest gen de activități au început să înțeleagă că această definiție nu reflectă în totalitate rolul pe care îl joacă geodezia contemporană și au început să caute un nou cadru, asfel încât definiția lui Helmert a fost completată de  „Institutul Național de Cercetări Științifice” al Canadei: „Geodezia este disciplina care se ocupă cu măsurarea și reprezentarea suprafeței Pământului și a celorlalte planete, precum și a câmpului gravitațional al acestora, într-un spațiu tridimensional cu variație temporală”.

## Istorie
Articol principal: Istoria geodeziei

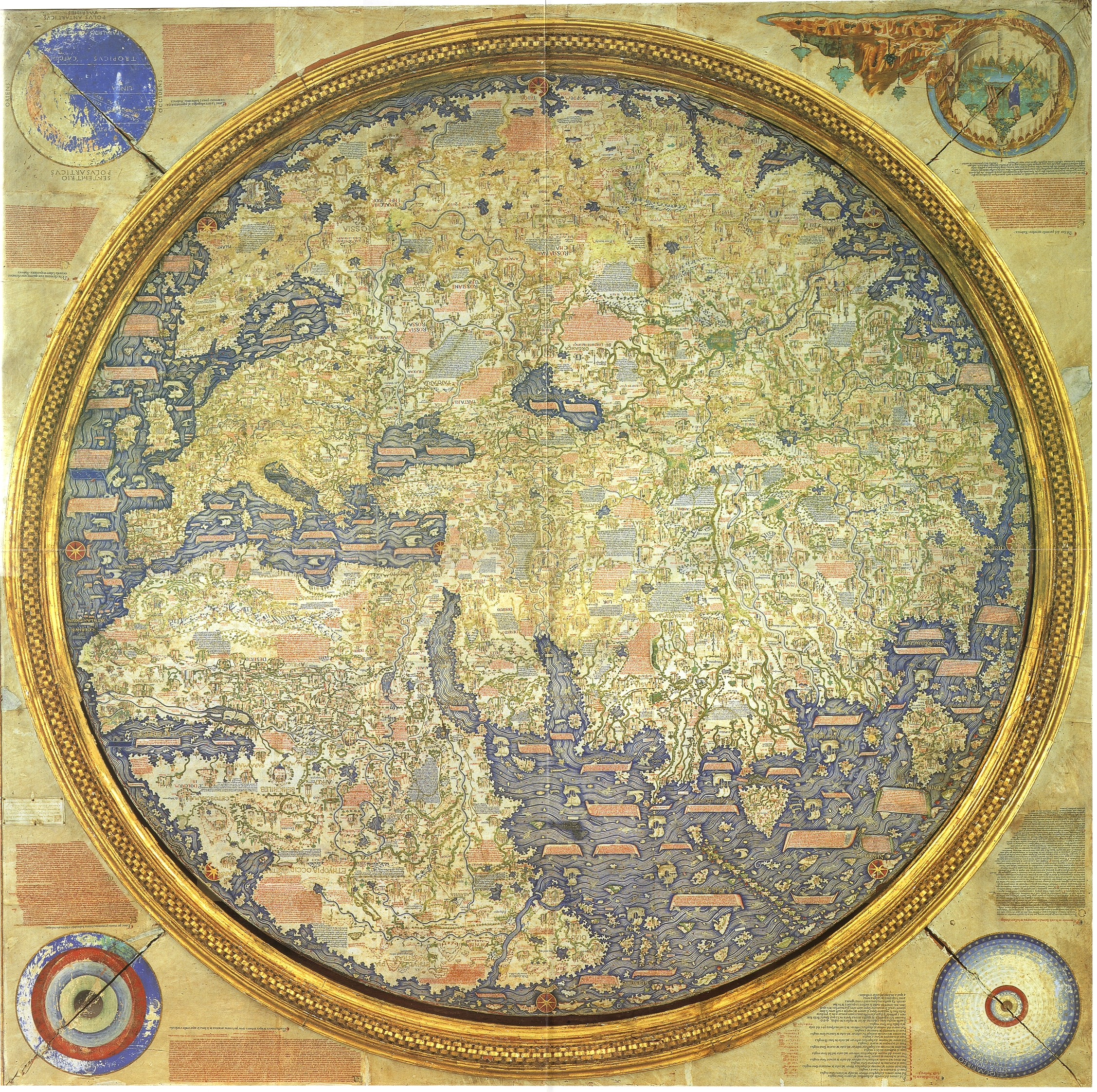
Harta lumii realizată de Fra Mauro în anul 1459

Evoluția geodeziei a fost marcată printr-o serie de perioade care s-au succedat și s-au deosebit calitativ între ele. Astfel, se pot caracteriza cele mai importante perioade, relativ distincte, de dezvoltare a știiinței geodezice, în general:
- o primă perioadă ar fi cea de origine, care se întinde din antichitate, când se poate spune că a apărut cunoașterea umană și până in secolul al IV-lea î.Hr.

Ceea ce numim astăzi geodezie nu avea pe atunci un obiect propriu de cercetare, ci era numai o parte asociată sau aplicată a geometriei, care apăruse mai devreme. Metodele aplicative sau practice ale geometriei care reprezentau fundamentul geodeziei au fost utilizate la măsurători în teren pentru întocmirea de hărți ale unor zone limitate ale suprafeței terestre - care pe atunci era presupusă plană - precum și pentru rezolvarea unor probleme științifice și inginerești.
- a doua perioadă, care se întinde de la Aristotel la Newton, se poate considera că începe din secolul al IV-lea î.Hr. cu dezvoltarea geodeziei ca știință independentă sub acest nume și se termină în secolele XVII - XVIII cu fundamentarea ideii de formă sferoidală a Pământului.

La începutul acestei perioade s-au conturat obiectul științific și principiile geometrice ale cercetării sale. Problema principală a geodeziei în aceasă perioadă a fost determinarea razei terestre. De atunci geodezia a rămas strâns corelată cu matematica și astronomia, dar și cu cartografia și geografia.
- a treia perioadă de dezvoltare a geodeziei se poate considera de la începutul secolului al XVIII-lea până la sfârșitul celui de al treilea sfert al secolului al XIX-lea, fiind caracterizată de faptul că determinarea dimensiunilor elipsoidului (adică a razei ecuatoriale și a turtirii polare) a însemnat obiectul și problema ei principală.

În această perioadă se situează începuturile gravimetriei și principiilor fizice pentru soluționarea problemei ei științifice. Această perioadă s-a încheiat prin recunoașterea faptului că figura Pământului, netezită la nivelul oceanului, nu este o formă geometrică simplă, apărând noțiunea de geoid. Asfel s-a explicat că rezultatele determinării figurii Pâmântului sunt de mare importanță pentru cunoașterea particularităților structurii lui interne, precum și faptul că problemele geodeziei sunt corelate cu problemele geofizicii, știință care abia atunci începuse să se contureze.
- a patra perioadă ar putea fi considerată că începe cu ultimul pătrar al secolului al XIX-lea și se încheie la începutul celei de a doua jumătăți a secolului al XX-lea.

În această perioadă geodezia s-a ocupat nu numai de măsurarea elipsoidului terestru, ci și de abaterile acestuia de la geoid. Aceste probleme au fost soluționate cu ajutorul datelor gravimetrice și astronomo-geodezice, adică folosind modele fizice și geometrice de măsurare. Așa a luat ființă gravimetria geodezică, care este o importantă disciplină a geodeziei.
Perioada a patra a fost deschisă de lucrările fundamentale ale lui Mikhail Sergeevici Molodenski⁠(en)[traduceți], care au dovedit imposibilitatea determinării exacte a figurii geoidului prin măsurători pe suprafața terestră și a elaborat teoria și metodele pentru determinarea suprafeței fizice a Pământului.
Cam la jumătatea acestei perioade au apărut aerofotografierea și fotogrammetria care, într-un timp relativ scurt, au devenit cele mai importante metode de cercetare topografică și de reprezentare cartografică a suprafeței Pământului.
În a doua jumătate a acestei perioade, în corelație cu dezvoltarea intensivă a industriei și a construcțiilor, au început să se folosească pe scară largă metodele aplicative ale geodeziei, care a devenit astfel o știință tehnică ce rezolvă sarcini complexe.
- a cincea perioadă (perioada actuală) de dezvoltare a geodeziei a început de la mijlocul secolului al XX-lea odată cu lansarea primilor sateliți artificiali ai Pământului.

Acești sateliți au extins conținutul geodeziei și au deschis noi posibilități pentru rezolvarea problemelor ei științifice. În domeniul geodeziei a apărut o nouă disciplină, geodezia cosmică, care este într-o strînsă corelație cu mecanica cerească, aerodinamica și cercetarea cosmosului. Noile concepții și ipoteze geotectonice care au apărut la mijlocul secolului al XX-lea, precum și posibilitatea soluționării problemei geodinamice actuale cu metodele geodezice au consolidat legăturile geodeziei cu geofizica.
Astfel, obiectul geodeziei este completat în sensul că el nu se referă numai la determinarea figurii, dimensiunilor și câmpului gravitațional exterior ale Pământului, ci și la cercetarea schimbării posibile a acestora în timp. De asemenea, a început să se aplice teoria și metodele geodeziei pentru determinarea figurii, dimensiunilor și câmpului gravitațional ale altor planete, apărând o altă disciplină, „geodezia planetară”.

## Obiective
În accepțiune generală, geodezia are ca obiect determinarea formei și dimensiunilor globului pământesc în ansamblul lui și pe porțiuni, inclusiv reprezentarea lui. În accepțiune restrânsă, de geodezie țin acele lucrări ce se desfășoară pe suprafețe mari, care necesită luarea în considerare a efectului curburii pământului – spre deosebire de topografie, care implică lucrări efectuate pe suprafețe restrânse de teren, neținând cont de curbura pământului.
Atât geodezia cât și topografia, cartografia și fotogrammetria fac parte dintr-o sferă mult mai complexă și anume cea a măsurătorilor terestre menite să furnizeze date și informații pentru o multitudine de lucrări inginerești din diferite domenii de activitate. Geodezia este o disciplină care descrie geometria suprafeței terestre ca bază pentru întocmirea hărților. Ea se ocupă de asemenea și cu măsurarea și reprezentarea Pământului, a câmpului său gravitațional și fenomenele geodinamice cum sunt, deplasarea polilor, mareea terestră și mișcările crustei în spațiul tridimensional, variabil în timp.
Geodezia este o știință care se ocupă cu determinarea formei și dimensiunilor pământului, prin crearea rețelelor geodezice, rețelelor de nivelment și gravimetrice. Practic, geodezia cuprinde câteva părți:
- geodezia elipsoidală în cadrul căreia se studiază bazele matematice pentru luarea în considerație a suprafeței elipsoidale a pământului;
- geodezia tridimensională sau spațială în cadrul căreia se studiază bazele matematice pentru determinarea coordonatelor punctelor geodezice în spațiul tridimensional;
- geodezia fizică, care studiază câmpul gravitațional și forma pământului;
- gravimetria geodezică, care se ocupă cu studiul metodelor măsurătorilor accelerației forței de gravitație;
- geodezia cu sateliți, adică geodezia spațială.[2]

Reprezentarea precisă pe planuri și hărți topografice a suprafeței terestre reclamă efectuarea de măsurători complexe de astronomie, geodezie, gravimetrie, fotogrammetrie, precum și metode de trecere a acestora de pe o suprafață pe alta. 
De asemenea, geodezia este strâns legată de alte știinte ale Pământului cum ar fi fizica Pământului solid, hidrologia, științele atmosferei, oceanografie, glaciologie, geofizică, geologie și de aceea ajută la înțelegerea modificărilor dinamice ale maselor solide lichide ale Pământului, a mișcărilor plăcilor tectonice sau a comportamentului oceanelor sau atmosferei. Ea utilizează unele dintre cele mai avansate măsurători satelitare și tehnologii electronice sau informatice.

## Aplicațiile geodeziei
Se pot considera ca domenii în care sunt necesare informații geodezice, următoarele:
- Cartografie

Se înțelege că este nevoie de o rețea de puncte distribuite în mod corespunzător, de poziții orizontale și verticale cunoscute pentru realizarea hărților de diferite scări.
- Administrație urbană

În mediul urban, amplasamentele creațiilor omului precum și rețelele edilitare subterane trebuie să fie definite și documentate pentru referiri viitoare. Nevoia punctelor de control este indicată în mod clar în literatura de specialitate.
- Proiecte inginerești

În timpul construcției marilor obiective precum baraje, poduri, uzine este necesar să se poziționeze diverse componente ale acestor structuri în amplasamente prestabilite. În acest sens se utilizează coordonate de un anume fel, astfel încât disponibilitatea punctelor de control este de un real folos. De asemenea, este necesar să se cunoască mișcările nivelului solului și apei înainte, în timpul și după construcție. În cazul barajelor, tunelelor de apă, proiectelor de irigații etc., trebuie să se cunoască forma exactă a suprafețelor echipotențiale ale câmpului de gravitație. Determinarea mișcărilor și forma suprafețelor echipotențiale sunt de asemenea probleme ce aparțin geodeziei.
- Marcarea granițelor

Definirea riguroasă a granițelor internaționale și intranaționale este de maximă importanță pentru orice țară. Poziționarea și marcarea acestor granițe se realizează în mod economic prin legarea lor de o rețea geodezică de puncte cu coordonate orizontale cunoscute.
- Ecologie

În ultimele decenii s-a înțeles că este necesar să se studieze efectele acțiunilor umane asupra mediului înconjurător. Un astfel de efect este mișcarea solului datorată exploatării resurselor subterane sau depozitării subterane a reziduurilor. Detecția și urmărirea acestor mișcări este de asemenea o problemă geodezică.
- Administrația mediului

Înființarea băncilor de date legate de mediu pentru a servi ca sisteme integrate de informații pentru transport, servicii comunitare de utilizare a pământului și sociale, extracte de pe titlurile imobiliare, stabilirea datelor de impozit și statistica populației trebuie să se bazeze pe parcele de pământ ale căror poziții sunt definite prin coordonatele unor puncte ce fac parte dintr-o rețea determinată prin metode geodezice.
- Geografie

Toate informațiile poziționale necesare în geografie sunt furnizate de geodezie. Deși precizia acestora, cât și a altor informații geometrice utilizate în geografie este în general mult mai mică decât cea necesară în domeniile descrise mai sus, acestea au un caracter global pe care numai geodezia îl poate satisface.
- Planetologie

Planetologia utilizează metode pentru studiul geometriei câmpurilor gravitaționale și deformărilor planetelor care sunt identice cu metodele extraterestre utilizate în geodezie. Astfel, întreaga geodezie este aplicată planetologiei. Datorită acestei afinități speciale între geodezie și planetologie, geodezii consideră determinarea formei și mărimii planetelor și a câmpurilor lor de gravitație ca parte a geodeziei.
- Hidrografie

Poate fi înțeleasă ca practică a poziționării pe mare, combinată cu măsurători de adâncime.

## Vezi și
- Istoria geodeziei